# Obermoschel
Obermoschel est une ville allemande située dans le land de Rhénanie-Palatinat et l'arrondissement du Mont-Tonnerre.
La grande ville la plus proche est Bad Kreuznach, située à 15 km, au nord-ouest de Obermoschel.